# Phoca
Genre
Phoca est un genre de phocidés qui compte deux espèces. Ce taxon a été choisi par Carl von Linné pour y classer les divers mammifères marins connus à l'époque et qu'il n'avait pas classés au sein des cétacés. Aussi, ce taxon, au fil des siècles, n'a pas regroupé le même nombre d'espèces. Par exemple, Linné avait attribué le taxon Phoca rosmarus au morse, espèce aujourd'hui classée dans une autre famille.

## Liste des espèces
- Phoca largha
- Phoca vitulina — phoque commun ou veau marin

Espèce répartie en cinq sous-espèces :
- Phoca vitulina concolor
- Phoca vitulina mellonae
- Phoca vitulina richardii
- Phoca vitulina stejnegeri
- Phoca vitulina vitulina

Cependant, certaines classifications qui ne distinguent pas les genres Histriophoca, Pagophilus et Pusa ajoutent :
- Phoca caspica correspondant à Pusa caspica
- Phoca fasciata correspondant à Histriophoca fasciata
- Phoca groenlandica correspondant à Pagophilus groenlandicus
- Phoca hispida correspondant à Pusa hispida
- Phoca sibirica correspondant à Pusa sibirica